# Terra Santa

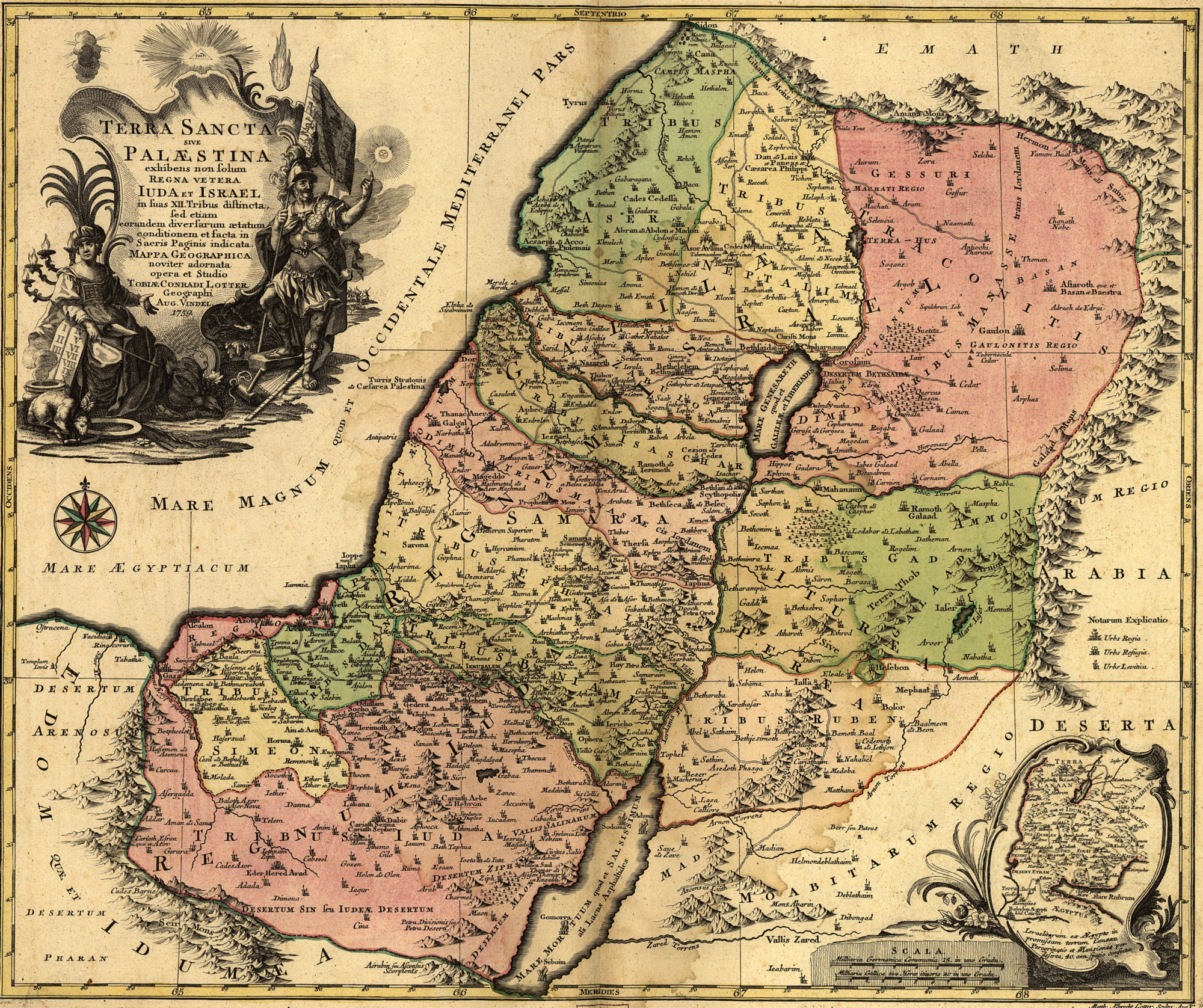
Terra Santa ou Palestina (mapa de 1759)

A Terra Santa (latim: Terra Sancta; hebraico: אֶרֶץ הַקּוֹדֶשׁ Eretz HaKodesh; árabe: الأرض المقدسة Al-Arḍ Al-Muqaddasah) é uma área localizada entre o Rio Jordão e o Mar Mediterrâneo, atualmente dividida entre o Estado de Israel e o Estado da Palestina. É chamada "Terra Santa" devido ao seu valor histórico para as três grandes religiões monoteístas do mundo: cristianismo, judaísmo e islamismo. Por essa razão, é considerada o centro espiritual do mundo.

## História

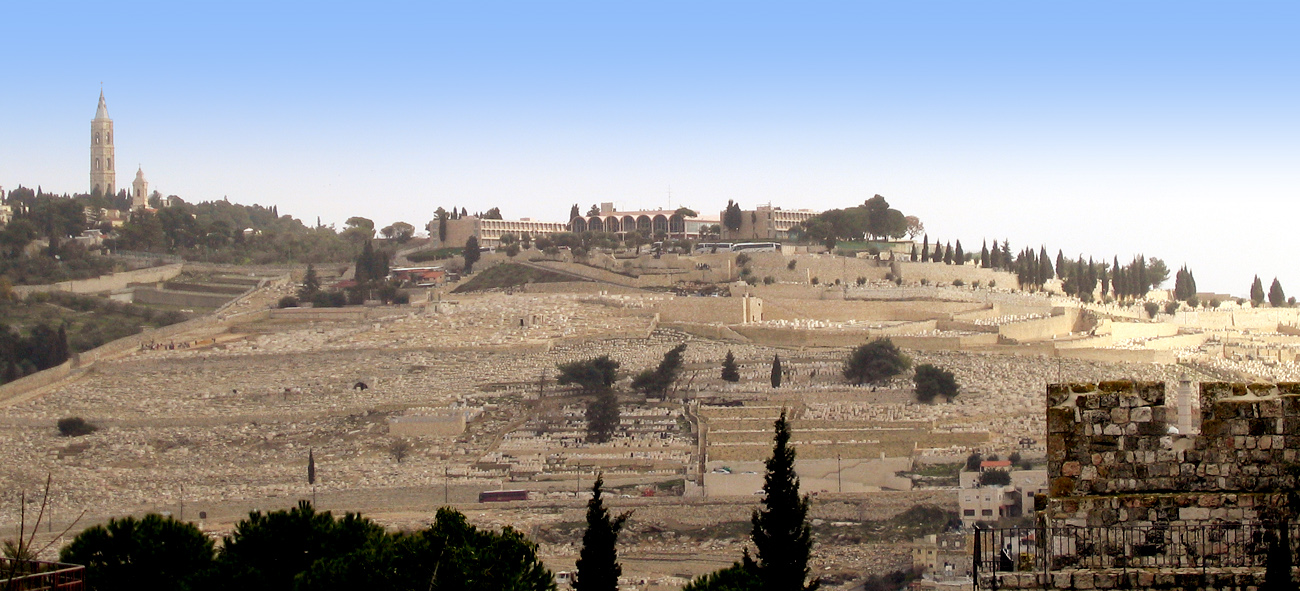
Monte das Oliveiras

O mais remoto vestígio de ser humano encontrado na região são ossos de 1,4 milhão de anos, ainda na Idade da Pedra, quando comunidades viviam nas cavernas à margem de rios da região. A partir do surgimento da agricultura e da domesticação de animais (por volta do ano 8000 a.C.), os povos começam a edificar vilarejos e cidades, deixando de viver como nômades. Com o passar dos séculos, os vilarejos passam a se tornar cidades que passam a se tornar impérios (a partir do ano 4000 a.C.). É a partir desse momento, que algumas evidências arqueológicas e paleoantropológicas começam a coincidir com os relatos bíblicos.

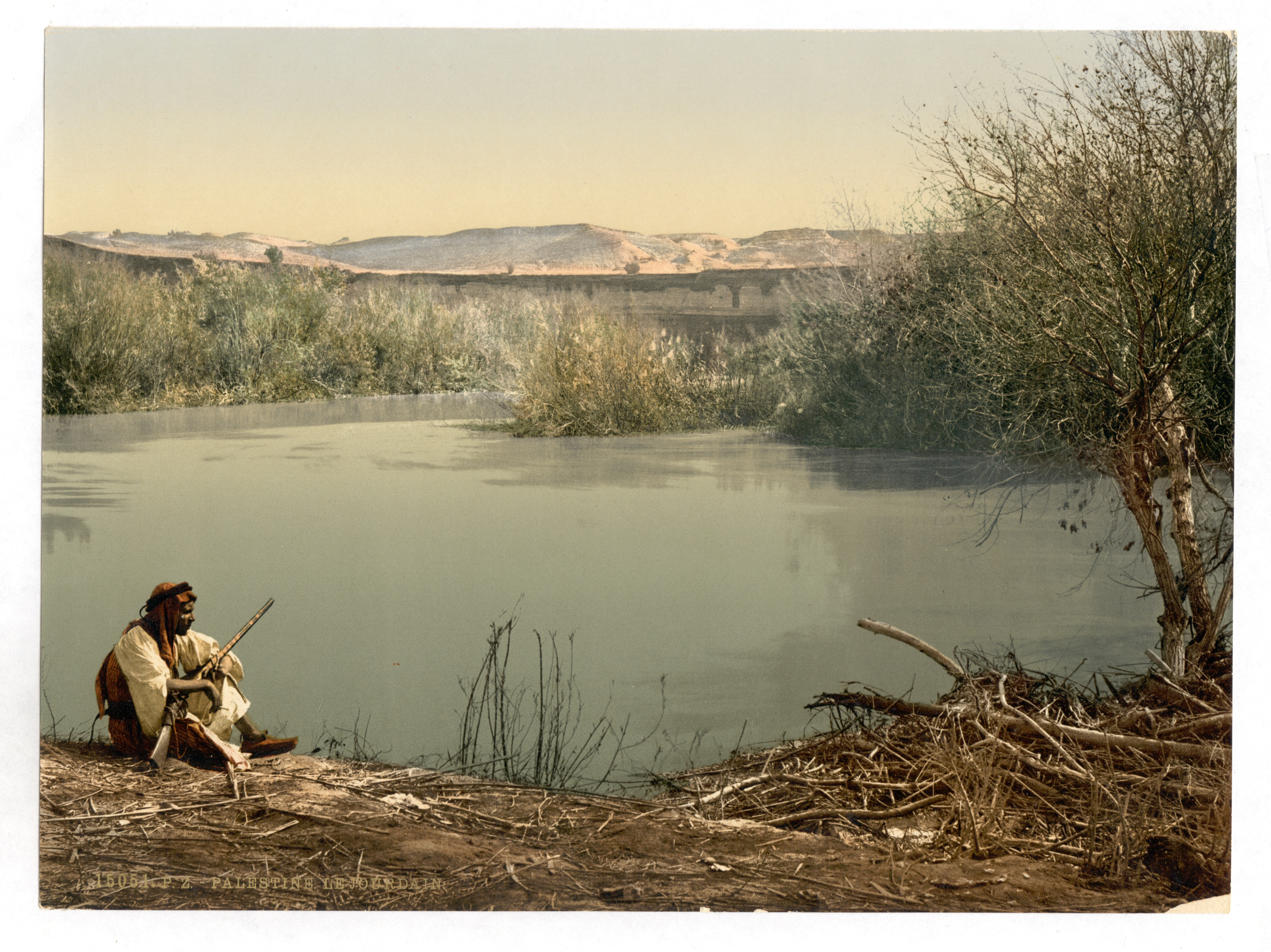
Rio Jordão. Foto do final do século XIX.

Cerca do ano 1000 a.C., de acordo com a cronologia bíblica, a cidade cananeia de Jebus foi conquistada pelo rei Davi, sendo renomeada como Jerusalém, e escolhida como capital do reino unido de Israel. Os judeus acreditam que o monte Moriá, onde Abraão iria oferecer seu filho, Isaque, em sacrifício a Deus (cerca de 2000 a.C.), corresponde aproximadamente ao local onde o primeiro templo judaico veio a ser edificado mil anos depois pelo filho de Davi, isto é, no monte Sião em Jerusalém; o Templo de Salomão seria destruído quatro séculos mais tarde, no ano de 586 a.C. pelos babilônios. Setenta anos depois, com o retorno dos judeus exilados a Jerusalém, sob a liderança de Zorobabel, um novo templo seria edificado no lugar do antigo.
O marco do calendário ocidental, chamado de calendário gregoriano, ocorre na região, tomando como referência o nascimento de Jesus Cristo, ocorrido em Belém da Judeia.
Nos primeiros séculos da Era Cristã, o local era ocupado por judeus e, sobretudo, por pagãos que pregavam suas adorações aos deuses Júpiter, Adônis e Vênus. Por volta do século III e IV, sob a égide do imperador Constantino, os romanos retomam a região, e dão fim aos cultos pagãos em locais sagrados para o cristianismo e expulsam uma parte dos judeus, com a finalidade de encontrar os lugares por onde Jesus teria passado, como, por exemplo, o túmulo onde foi sepultado, descoberto pela mãe do imperador, Helena de Constantinopla, entre os anos 327 e 329. A partir de então, a região torna-se um centro de peregrinação para cristãos.
Em 614 a região é tomada pelos persas, mas é retomada pelos bizantinos (cristãos) em 628.

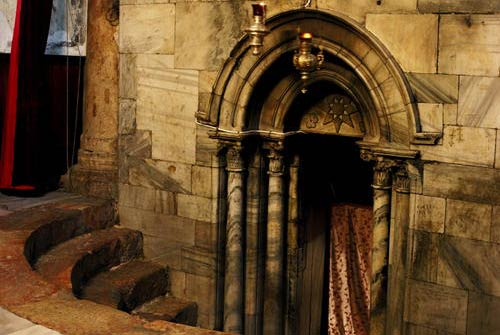
Entrada da cripta onde nasceu Jesus, na Basílica da Natividade, em Belém (Palestina); área sob administração cristã (católica romana e ortodoxa)

Por volta do século VII, segundo a tradição islâmica, mais precisamente em 16 de julho de 622, Maomé foge da cidade de Meca para Medina dando início à era muçulmana. Antes da sua morte, em 632, Maomé teria viajado a Jerusalém e subido aos céus do monte no centro da cidade onde hoje se encontra a Mesquita de Al-Aqsa, e, a partir de então, muçulmanos passam também a ver a região como santa. Sob a condução do sogro de Maomé, Abacar, os muçulmanos dão continuidade à conquistas territoriais já realizadas por aquele, o que inclui a Terra Santa, a partir de 637.
Em 1074, o imperador do Império bizantino requer ajuda ocidental ao Papa para retomar a Terra Santa dos árabes. O atendimento ao pedido demorou vinte anos. Em agosto de 1096, tem início a primeira partida de cavaleiros para auxiliar no restauro da Terra Santa aos cristãos, que viria se chamar Primeira Cruzada. Tal comitiva chegou em Jerusalém em julho de 1099. Em 1187, a região é retomada pelos árabes, comandados por Saladino e novas cruzadas iriam ocorrer pelos séculos vindouros.
Para proteger os lugares santos do cristianismo, foram criadas diversas ordens de cavalaria, em especial, a Ordem do Santo Sepulcro que foi, e continua sendo até os dias atuais, uma das instituições responsáveis pela manutenção das obras históricas da Terra Santa, assim como da assistência aos cristãos residentes na região, através de escolas e hospitais, além do amparo e recepção aos peregrinos.

## Judaísmo
Para os judeus, a Terra Santa é conhecida como a "Terra Prometida", assim chamada por ser a terra prometida, segundo a Bíblia, por Deus a Abraão (Gen 12:1-3).

## Cristianismo
Para os cristãos, o local é sagrado pois é onde, segundo os Evangelhos, nasceu, viveu, morreu e ressuscitou Jesus Cristo. É o berço do surgimento da Igreja Cristã. Do ponto de vista turístico, os cristãos são os que mais visitam o local. Atualmente a região conta com o cuidado e dedicação dos Franciscanos, que habitam a região desde 1230, através da Custódia da Terra Santa, designados desde 21 de novembro de 1342, conforme bula do Papa Clemente VI para cuidar da lugares sagrados cristãos da Terra Santa. Recebem também a ajuda de voluntários de todo o mundo, bem como da Ordem Equestre do Santo Sepulcro de Jerusalém.

## Islamismo
A Terra Santa também é um local sagrado para os muçulmanos pois, além das menções da região no Alcorão, foi onde, segundo a tradição muçulmana, ocorreu a ascensão de Maomé aos céus.

## Conflitos atuais
Apesar de todo o histórico das cruzadas, os lugares sagrados cristãos já estavam bem protegidos de uma possível depredação muçulmana, até pelo motivo que, para o islamismo, a figura de Jesus é respeitada como o sendo o segundo profeta de Deus (Maomé é o primeiro).
Contudo, no final do século XIX, em 1897, surge o sionismo, movimento judeu determinado a retomar Israel, ao menos os lugares considerados sagrados para o judaísmo. Têm-se então, uma migração em massa à Palestina. Em 14 de maio de 1948, contra a vontade dos árabes, o estado de Israel proclama sua independência. Em 1967, a ONU emite a Resolução 242 obrigando Israel a se retirar das áreas invadidas na chamada Guerra dos Seis Dias, não sendo acatada. A propositura da paz passa pela criação de um estado palestino. Contudo, até os dias atuais, nem israelenses, nem palestinos abdicaram de determinados termos para que tal medida seja implementada.

## Turismo

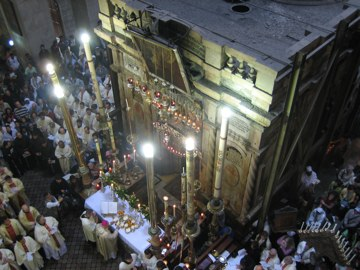
Missa na Igreja do Santo Sepulcro, na área de administração católica (romana, ortodoxa e armênia)

A Terra Santa é um dos principais pontos de turismo a nível mundial. Recebendo visitas não só de religiosos, mas até mesmo de povos que, histórica e tradicionalmente, possuem pouco contato com as religiões acima mencionadas, como por exemplo, chineses. Entre os principais pontos turísticos, os chamados lugares santos, mais visitados estão:
- Muro das Lamentações: um dos locais mais sagrados para o Judaísmo. Trata-se das ruínas do antigo Templo de Jerusalém, construído por Salomão e reedificado por Herodes;[5]
- Gruta da Anunciação: local onde, nos termos da tradição cristã, Maria recebera o anúncio de sua gravidez virginal por meio do anjo Gabriel (Lucas 1:26-38);[28]
- Basílica da Natividade: local onde nasceu Jesus Cristo. Uma das igrejas mais antigas do mundo;[29]
- Via Dolorosa: local onde Jesus, segundo os evangelhos e nos termos da tradição, percorreu carregando a cruz;[30]
- Santo Sepulcro: onde, nos termos da tradição cristã, Jesus teria sido sepultado e, três dias depois, ressuscitado.[31]